# Zapad 2013

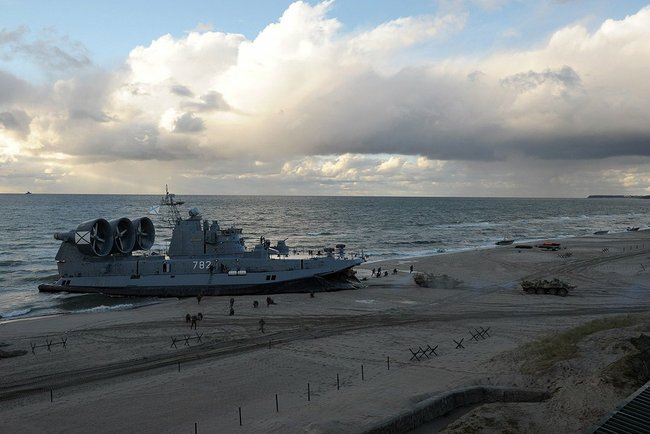
LCAC clase Zubr (lancha de desembarco) durante Zapad-2013

El Zapad 2013 (en ruso: Запад 2013, lit. 'Occidente 2013') fue un ejercicio militar llevado a cabo del 20 al 26 de septiembre de 2013 por las Fuerzas Armadas de Rusia y Bielorrusia en los territorios de Rusia y Bielorrusia. El ejercicio integral, en el que participaron todas las ramas del ejército ruso y entre 10 000 y 90 000 soldados (las estimaciones varían), fue descrito oficialmente como contraterrorismo, pero los observadores internacionales concluyeron que era una preparación para una guerra convencional.

## Ejercicio

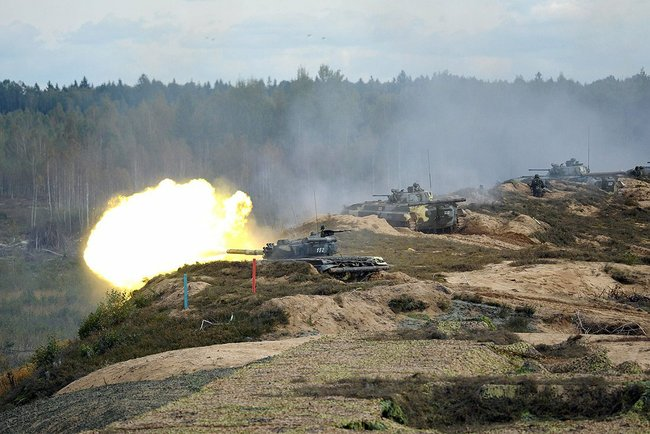
Disparando tanques T-72 durante Zapad 2013.

Zapad 2013 tuvo lugar del 20 al 26 de septiembre en varios polígonos de la Federación Rusa y Bielorrusia, incluido el Ártico (mar de Barents), el enclave de Kaliningrado en el Mar Báltico y el propio mar, así como cerca de las ciudades de Moscú, San Petersburgo, Nizhni Nóvgorod y Vorónezh en el centro, oeste y suroeste de Rusia (Distrito Militar Occidental Ruso). Involucró a todas las ramas de las fuerzas armadas rusas, incluidas las fuerzas especiales (Spetsnaz), con la singular excepción de las fuerzas nucleares (que participaron en Zapad 2009; sin embargo, se lanzaron misiles Iskander de doble uso durante Zapad 2013). Las estimaciones oficiales del número de tropas participantes fueron de unas 10 000; pero los observadores internacionales sugirieron que podrían haber sido tan altos como 60 000, 70 000 o 90 000 (Rusia también llevó a cabo ejercicios simultáneos de Vzaimodeistiviye («Acción Mutua») con países de la Organización del Tratado de Seguridad Colectiva). Los elementos identificados que participaron en el ejercicio incluyeron elementos de la Flota Rusa del Mar Báltico, los Ejércitos 6.º y 20.º, así como la 76.ª División de Asalto Aéreo de la Guardia y la 31.ª Brigada de Asalto Aéreo de la Guardia. Los ejercicios fueron supervisados por el general ruso Valeri Guerásimov. El presidente ruso, Vladímir Putin, y el presidente bielorruso, Aleksandr Lukashenko, visitaron uno de los campos de entrenamiento donde se desarrollaba Zapad 2013.
Se describió oficialmente que el ejercicio tenía un enfoque antiterrorista y tenía como objetivo probar las capacidades de mando y control (C2) del ejército ruso. A pesar del enfoque antiterrorista declarado con elementos de guerra urbana, también incluyó entrenamiento para repeler una invasión anfibia apoyada por elementos navales y aerotransportados, así como guerra antisubmarina, guerra electrónica, guerra antiaérea contra bombarderos y movilización de reservistas.

## Análisis

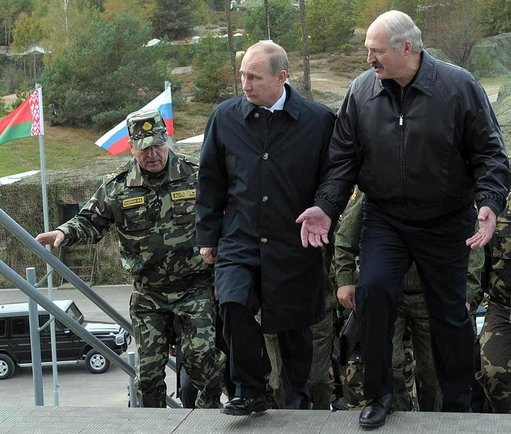
Putin y Lukashenko en el campo de pruebas de Gozhski durante la etapa final de Zapad-2013

Varios analistas presentaron su opinión sobre Zapad 2013 para el think tank conservador de defensa Jamestown Foundation, con sede en Estados Unidos. Stephen Blank señaló que «los ejercicios rusos son importantes porque revelan dónde, contra quién y de qué forma Rusia se prepara para hacer la guerra». Observó que el ejercicio mostró algunas mejoras en la logística rusa y también señaló que su nombre en clave (Zapad, lit. «Occidente») puede engañar a los observadores extranjeros, ya que el ejercicio fue de gran escala. Blank también señaló que las «fuerzas enemigas», oficialmente etiquetadas como «terroristas bálticos» que invadieron Bielorrusia, en realidad representaban a las fuerzas de la OTAN, y el alcance real del ejercicio no era una preparación para operaciones antiterroristas sino para «una guerra a gran escala contra un ejército convencional». El diplomático finlandés Pauli Järvenpää estuvo de acuerdo con esa evaluación, señalando que, sorprendentemente, el ejercicio también incluía la simulación de un conflicto con las fuerzas finlandesas (en ese momento, no formaban parte de la OTAN). Jörgen Elflying y Peter A. Mattsson señalaron que fuentes tanto rusas como internacionales confirmaron que las reformas rusas en su sistema C2 todavía muestran la necesidad de seguir mejorando. Ieva Bērziņa también estuvo de acuerdo en que había un desajuste evidente entre la designación oficial del ejercicio como antiterrorista y su gran escala, concluyendo que era un mensaje de disuasión estratégica para otros países (particularmente la OTAN), así como un recordatorio a la Occidente que si se ignoran los deseos de Rusia en el ámbito geopolítico, es capaz de imponerlos por la fuerza.
Giangiuseppe Pili y Fabrizio Minniti, que escribieron para el Royal United Services Institute, argumentaron que Zapad 2013 fue un intento ruso de «integrar las lecciones aprendidas de la guerra en Georgia de 2008», centrándose en la flexibilidad y las operaciones conjuntas, así como en el uso de unidades más pequeñas (brigadas en lugar de divisiones) tras las recientes reformas militares rusas.

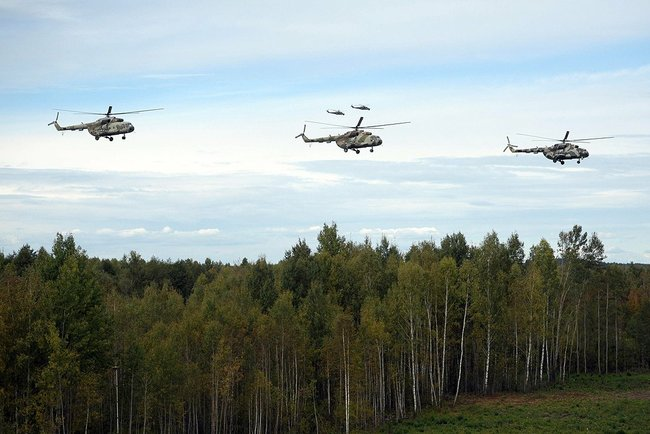
Helicópteros en el Zapad 2013.

Andrzej Wilk, que escribe para el Centro de Estudios Orientales, calificó el ejercicio de «anti-OTAN» y señaló que, si bien era un evento relativamente regular para el ejército ruso, era la mayor actividad de entrenamiento para el ejército bielorruso en los últimos veinte años. También sugirió que uno de los objetivos de Zapad 2013 era crear fracturas políticas dentro de la OTAN, provocando a políticos y medios de comunicación en los países de la OTAN fronterizos con Rusia para que hicieran declaraciones sobre la amenaza rusa que serían descartadas como exageradas por los miembros de la OTAN ubicados más lejos de Rusia.
Anna Maria Dyner, que escribe para el Instituto Polaco de Asuntos Internacionales, sugirió que el ejercicio se inspiró parcialmente en la Primavera Árabe e implicó una planificación de contingencia en caso de una revolución prodemocrática en Bielorrusia contra Lukashenko, y tenía como objetivo desalentar cualquier intervención extranjera (aparte de Rusia) en tal conflicto.
En 2022, el político y disidente bielorruso Andréi Sannikov argumentó que Zapad 2013 fue una preparación para la anexión de Crimea por Rusia en 2014 y la guerra del Dombás.

## Respuesta internacional
Rusia invitó a observadores internacionales y la narrativa oficial destacó la naturaleza transparente (así como «pacífica» y «defensiva») del ejercicio. Sin embargo, observadores de la OTAN no fueron invitados. Algunos analistas también señalaron que el número y tipo de fuerzas reportadas por los rusos a la OSCE estaban significativamente subestimados, y ciertamente excedían los límites acordados por la OSCE (de 9000 soldados). El ejercicio causó preocupación en Polonia, los países bálticos y Escandinavia. Los funcionarios y los medios de comunicación de esos países describieron el ejercicio como desestabilizador e intimidante, y «no transparente», criticando la narrativa oficial de Zapad 2013 como antiterrorista cuando en realidad simulaba un conflicto con miembros de la OTAN. Funcionarios públicos y personalidades de los medios rusos desestimaron las preocupaciones de sus vecinos como «ridículas», aunque poco después se consideró que las acciones rusas en Ucrania reforzaron estas preocupaciones.